# Phalaris canariensis
Phalaris canariensis là một loài thực vật có hoa trong họ Hòa thảo. Loài này được L. miêu tả khoa học đầu tiên năm 1753.
Hạt màu nâu bóng. Hạt này được sử dụng làm thức ăn cho chim và thường được trộn với hạt cải dầu và các loại hạt khác có giá thành rẻ. Hạt nên được giữ ở nơi khô ráo và tránh xa sâu bọ. Về mặt công nghiệp, bột làm từ hạt được sử dụng trong sản xuất hàng sợi bông mịn và đồ lụa.

## Hình ảnh

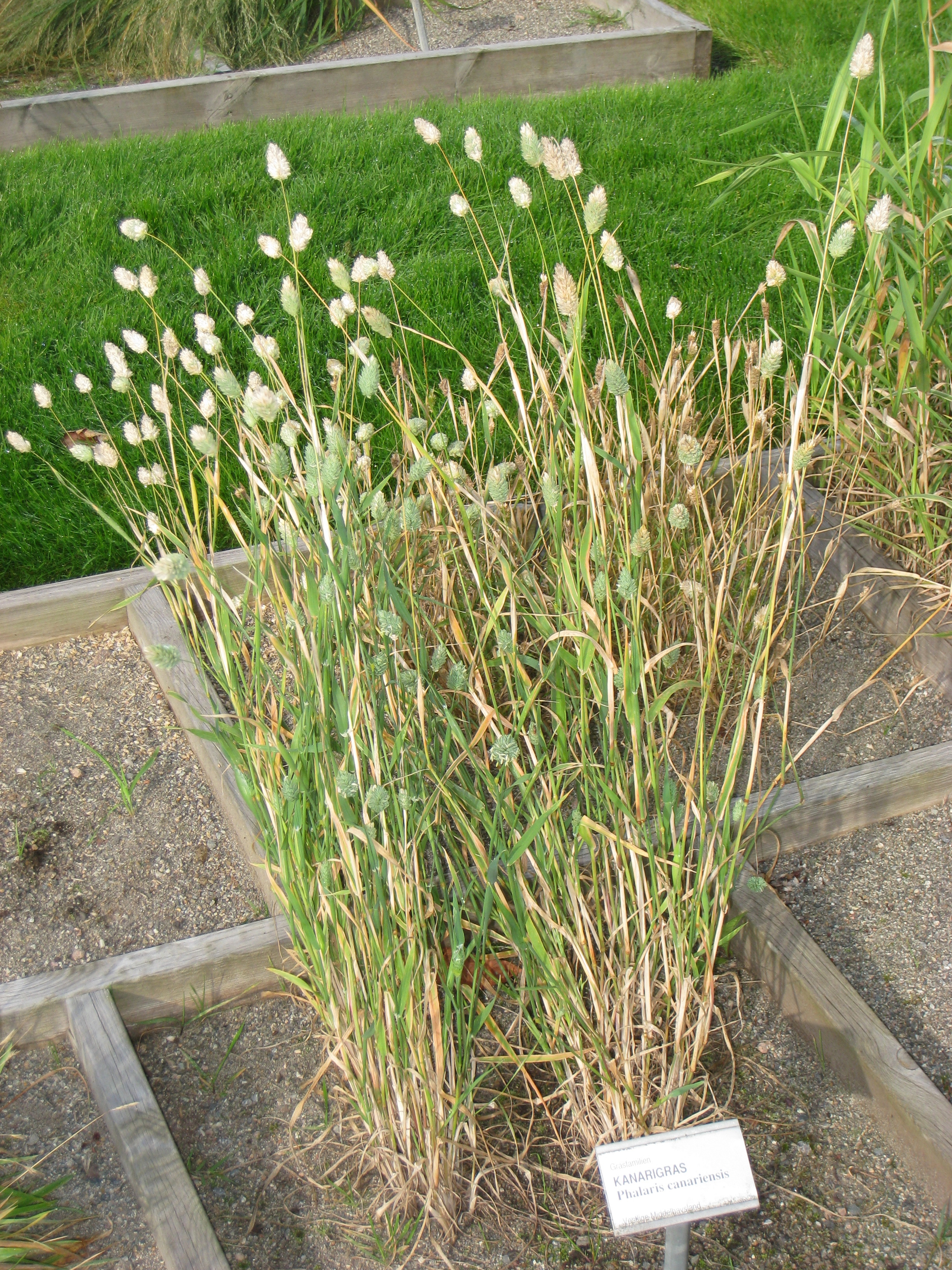
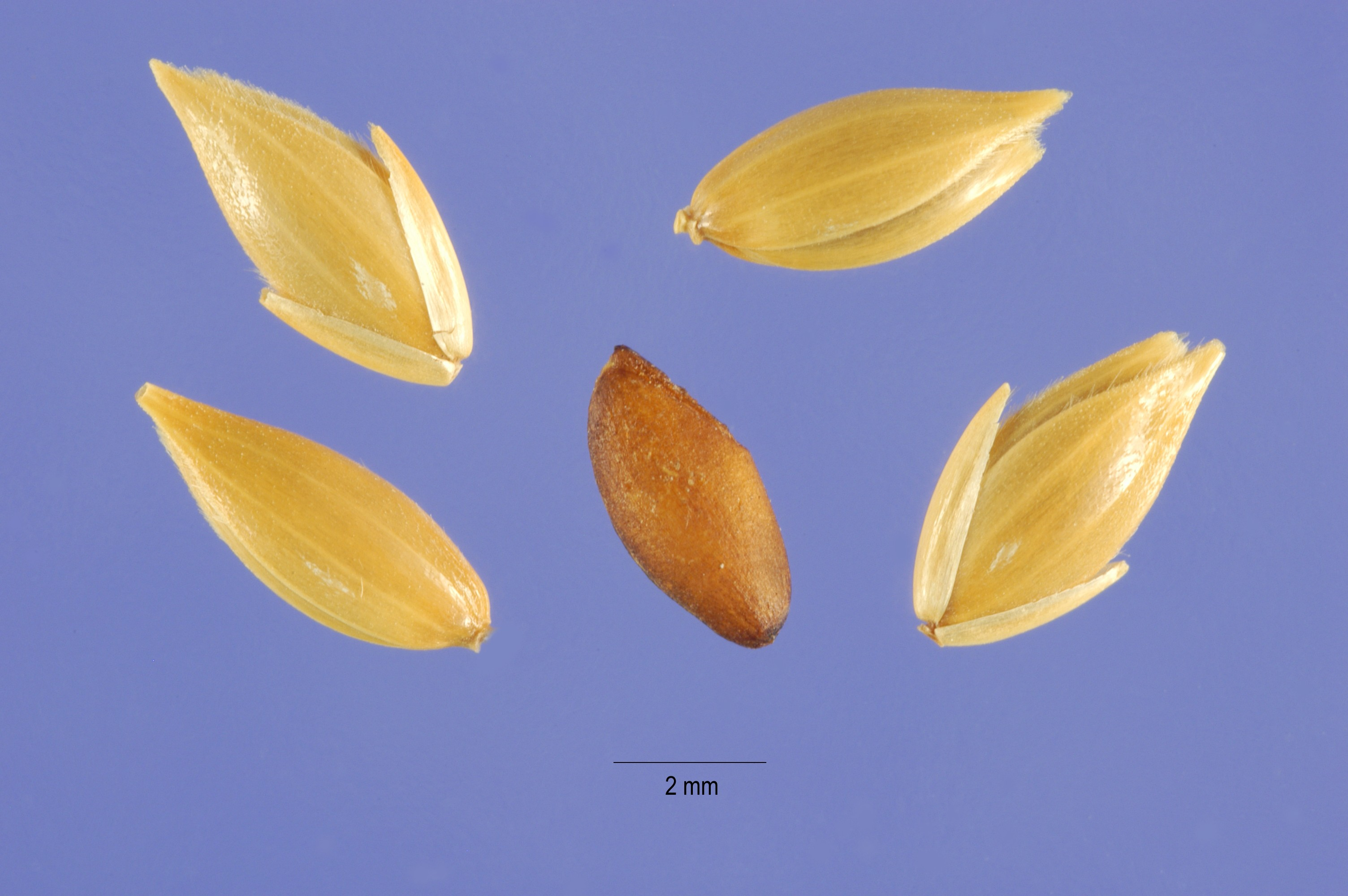
Hạt
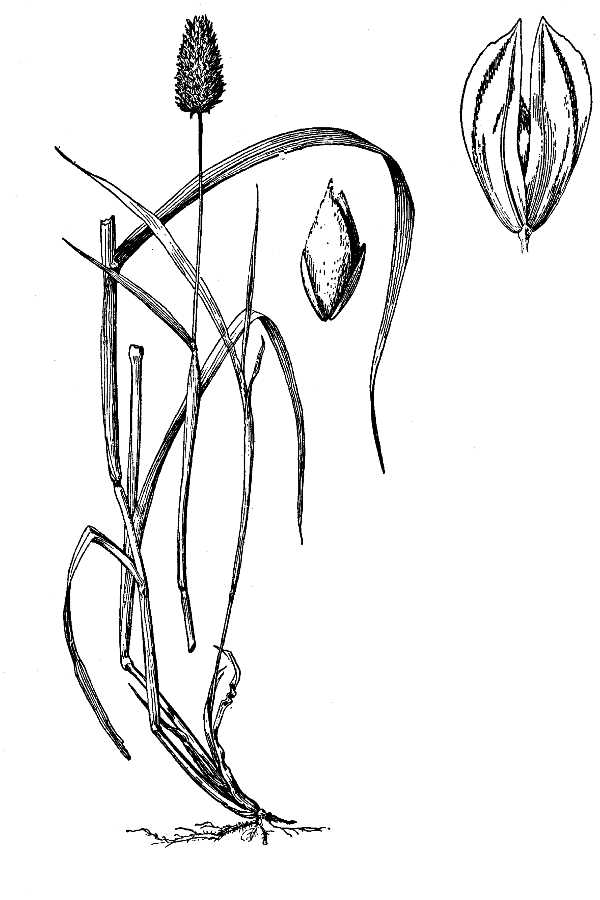
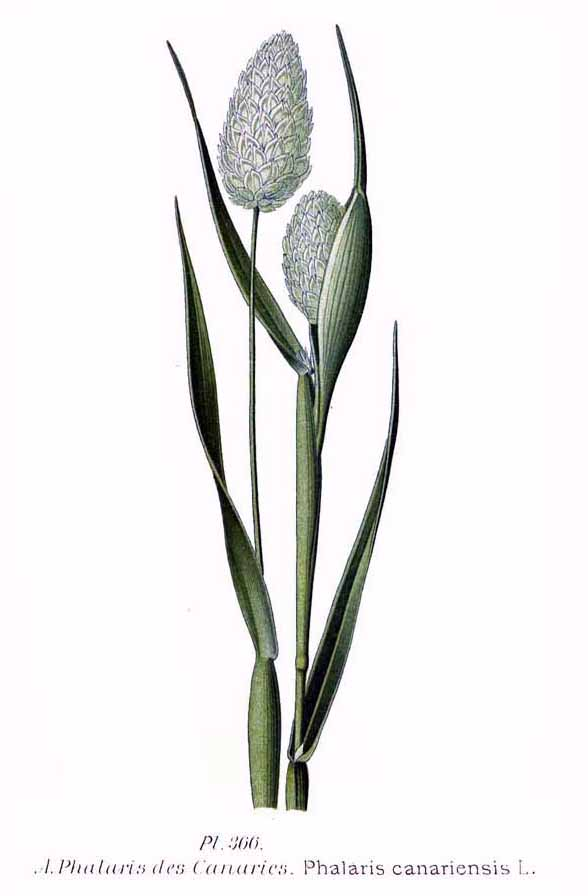
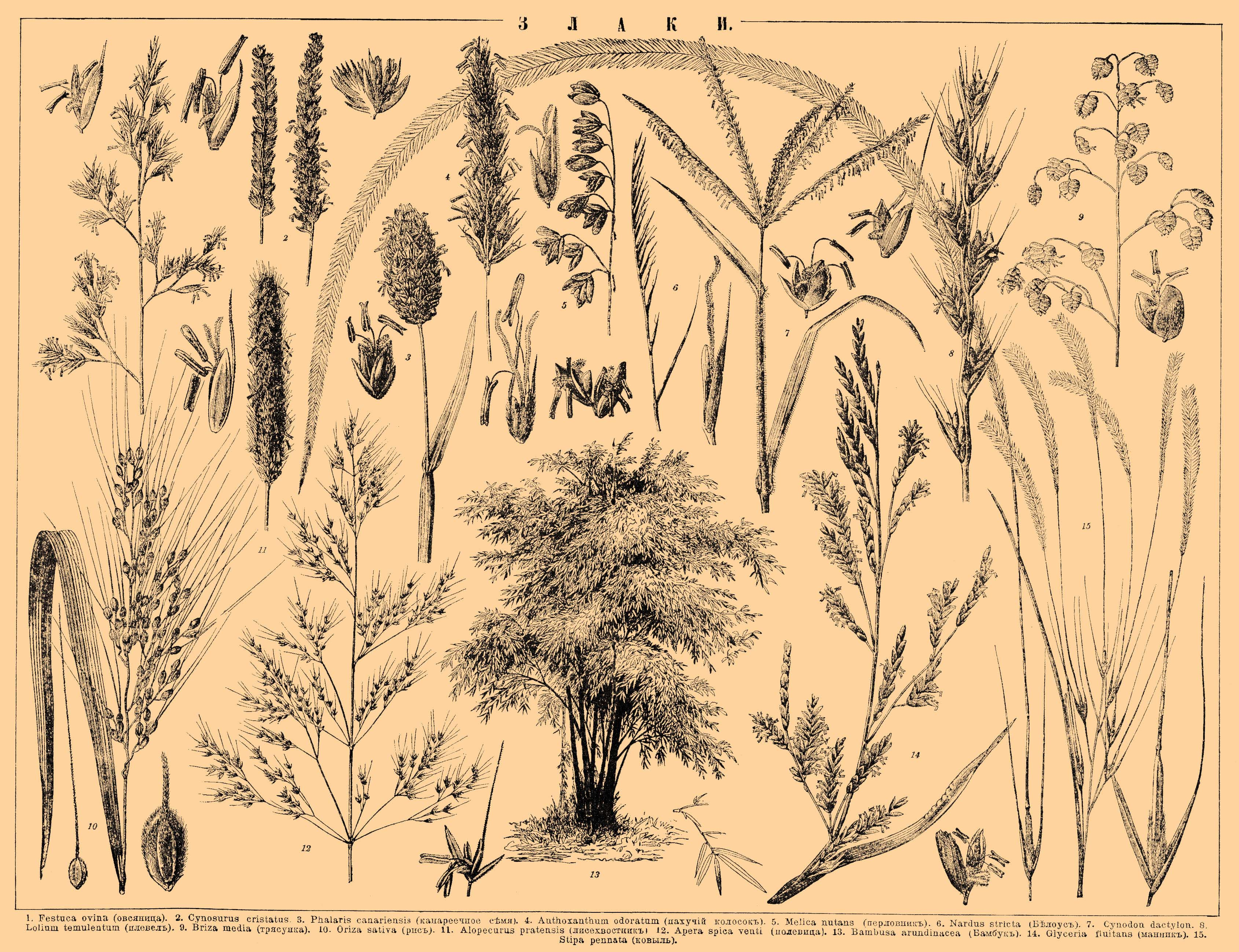
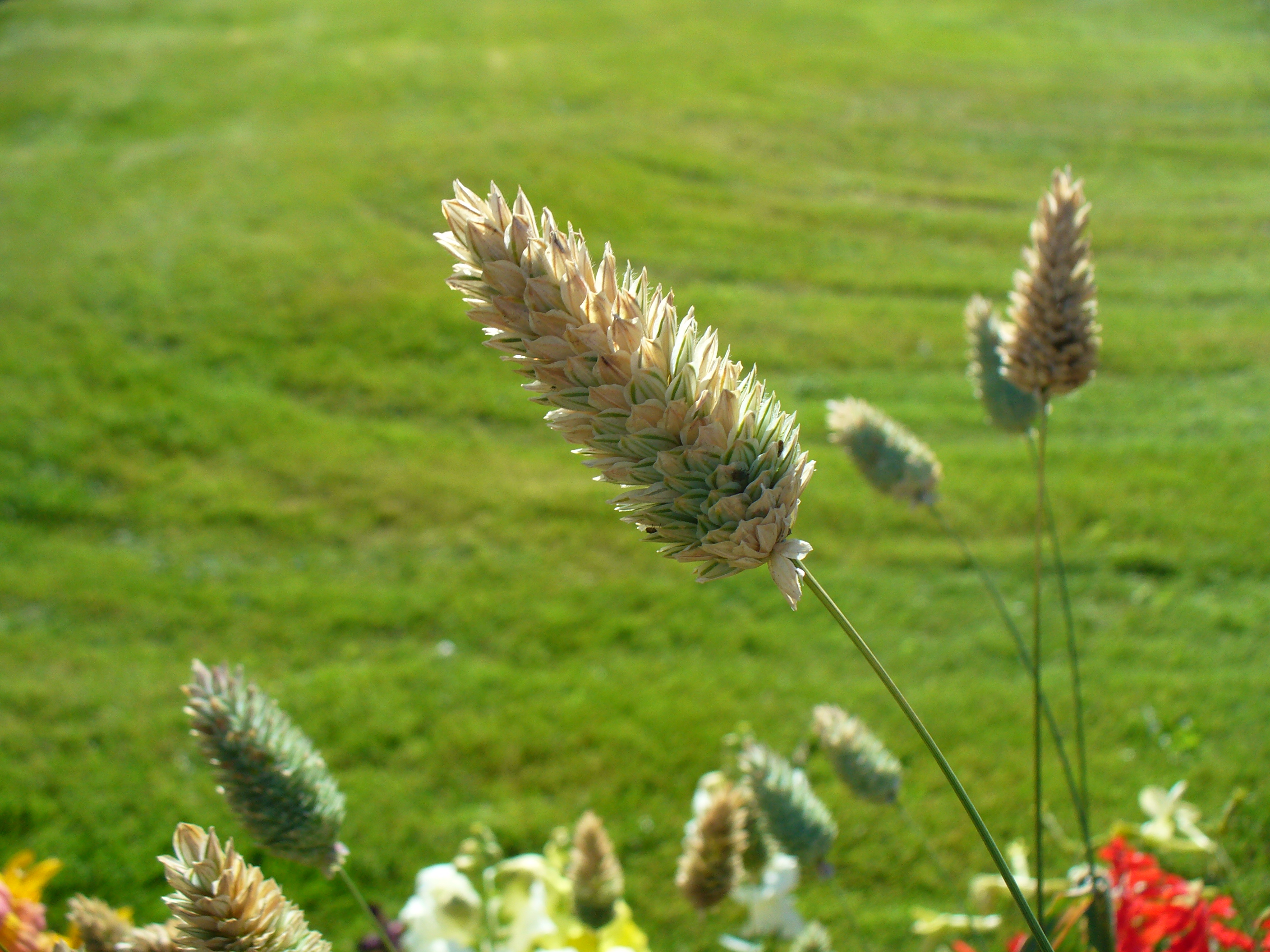